# Aaron Peirsol
Aaron Wells Peirsol (ur. 23 lipca 1983 w Irvine, Kalifornia) – amerykański pływak, sześciokrotny mistrz olimpijski, mistrz świata, wielokrotny rekordzista świata, a także mistrz świata na krótkim basenie.
Aaron Peirsol specjalizował się w stylu grzbietowym. Trzykrotnie uczestniczył na Igrzyskach Olimpijskich w: 2000 r. w Sydney, w 2004 r. w Atenach i w 2008 r. w Pekinie.
W 2011 niespodziewanie ogłosił zakończenie kariery.
Jego siostra - Hayley Peirsol, również jest pływaczką.

## Rekordy świata
| Data                 | Miejsce      | Konkurencja              | Basen      | Rezultat     | Status                            |
| -------------------- | ------------ | ------------------------ | ---------- | ------------ | --------------------------------- |
| 21 sierpnia 2004     | Ateny        | 100 m stylem grzbietowym | 50-metrowy | 53,45 s      | do 2 kwietnia 2005                |
| 2 kwietnia 2005      | Indianapolis | 100 m stylem grzbietowym | 50-metrowy | 53,17 s      | do 27 marca 2007                  |
| 27 marca 2007        | Melbourne    | 100 m stylem grzbietowym | 50-metrowy | 52,98 s      | do 1 lipca 2008                   |
| 1 lipca 2008         | Omaha        | 100 m stylem grzbietowym | 50-metrowy | 52,89 s      | do 12 sierpnia 2008               |
| 12 sierpnia 2008     | Pekin        | 100 m stylem grzbietowym | 50-metrowy | 52,54 s      | do 1 lipca 2009 Aschwin Wildeboer |
| 8 lipca 2009         | Indianapolis | 100 m stylem grzbietowym | 50-metrowy | 51,94 s      | do 13 sierpnia 2016 Ryan Murphy   |
| 20 marca 2002        | Minneapolis  | 200 m stylem grzbietowym | 50-metrowy | 1:55,15 min  | do 12 lipca 2004                  |
| 12 lipca 2004        | Long Beach   | 200 m stylem grzbietowym | 50-metrowy | 1:54,74 min  | do 29 lipca 2005                  |
| 29 lipca 2005        | Montreal     | 200 m stylem grzbietowym | 50-metrowy | 1:54,66 min  | do 19 sierpnia 2006               |
| 19 sierpnia 2006     | Victoria     | 200 m stylem grzbietowym | 50-metrowy | 1:54,44 min  | do 30 marca 2007 Ryan Lochte      |
| 4 lipca 2008         | Omaha        | 200 m stylem grzbietowym | 50-metrowy | =1:54,32 min | do 15 sierpnia 2008 Ryan Lochte   |
| 11 lipca 2009        | Indianapolis | 200 m stylem grzbietowym | 50-metrowy | 1:53,08 min  | do 31 lipca 2009                  |
| 31 lipca 2009        | Rzym         | 200 m stylem grzbietowym | 50-metrowy | 1:51,92 min  | aktualny                          |
| 7 kwietnia 2002      | Moskwa       | 200 m stylem grzbietowym | 25-metrowy | 1:51,17 min  | do 11 października 2004           |
| 11 października 2004 | Indianapolis | 200 m stylem grzbietowym | 25-metrowy | 1:50,52 min  | do 8 grudnia 2005 Markus Rogan    |